# Саламанка Урей, Даниэль
Даниэль Доминго Саламанка Урей (исп. Daniel Domingo Salamanca Urey; 8 июля 1869, Кочабамба — 17 июля 1935, Кочабамба) — боливийский государственный и политический деятель, 42-й президент Боливии (март 1931 — ноябрь 1934 года).

## Биография
Даниель Доминго Саламанка Урей изучал право и в 1899 году избирается в Законодательное собрание Боливии от Либеральной партии. В 1901 году президент Боливии Хосе Мануэль Пандо назначает его министром финансов. Позднее Саламанка Урей выходит из Либеральной партии и участвует в создании новой, Республиканской партии. В 1917 году он делает неудачную попытку избираться вице-президентом Боливии. В Республиканской партии Саламанка Урей также состоял недолгое время и затем становится одним из основателей «Подлинной демократической партии» (Partido Republicano Genuino). В 1925 он выдвигает на президентских выборах свою кандидатуру, однако проигрывает Эрнандо Силесу. Тяжело переживая это своё поражение, Саламанка Урей уходит из политики и занимается преподавательской деятельностью (преподаёт юриспруденцию). После военного путча как следствия тяжёлого экономического кризиса, охватившего Боливию и свергнувшего президента Эдуардо Силеса, Саламанка Урей повторно баллотируется в президенты от Либерально-Республиканской коалиции и 5 марта 1931 года занимает этот пост.
27 ноября 1934 года, во время Чакской войны между Боливией и Парагваем, при посещении президентом Саламанкой Уреем штаба Вооружённых сил Боливии в пограничном городке Вилья-Монтес он был арестован и свергнут в результате заговора генералов, решивших заменить несговорчивого президента на более покладистого вице-президента Хосе Луиса Техаду Сорсано. После этого Саламанка Урей как частное лицо уезжает в родную Кочабамбу, где вскоре умирает.